# 菅原神社 (町田市)
菅原神社（すがわらじんじゃ）は、東京都町田市本町田にある神社である。
町田三天神のうちのひとつ（他に町田天満宮・南大谷天神社）で、周辺を通る路線バスの運行本数が非常に多いこともあり、市内では参拝客が特に多い神社のひとつである。
町田駅や、薬師池公園、町田ぼたん園などの七国山周辺緑地が近いこともあってか、休日には観光客や家族連れの姿も見られる。

## 歴史

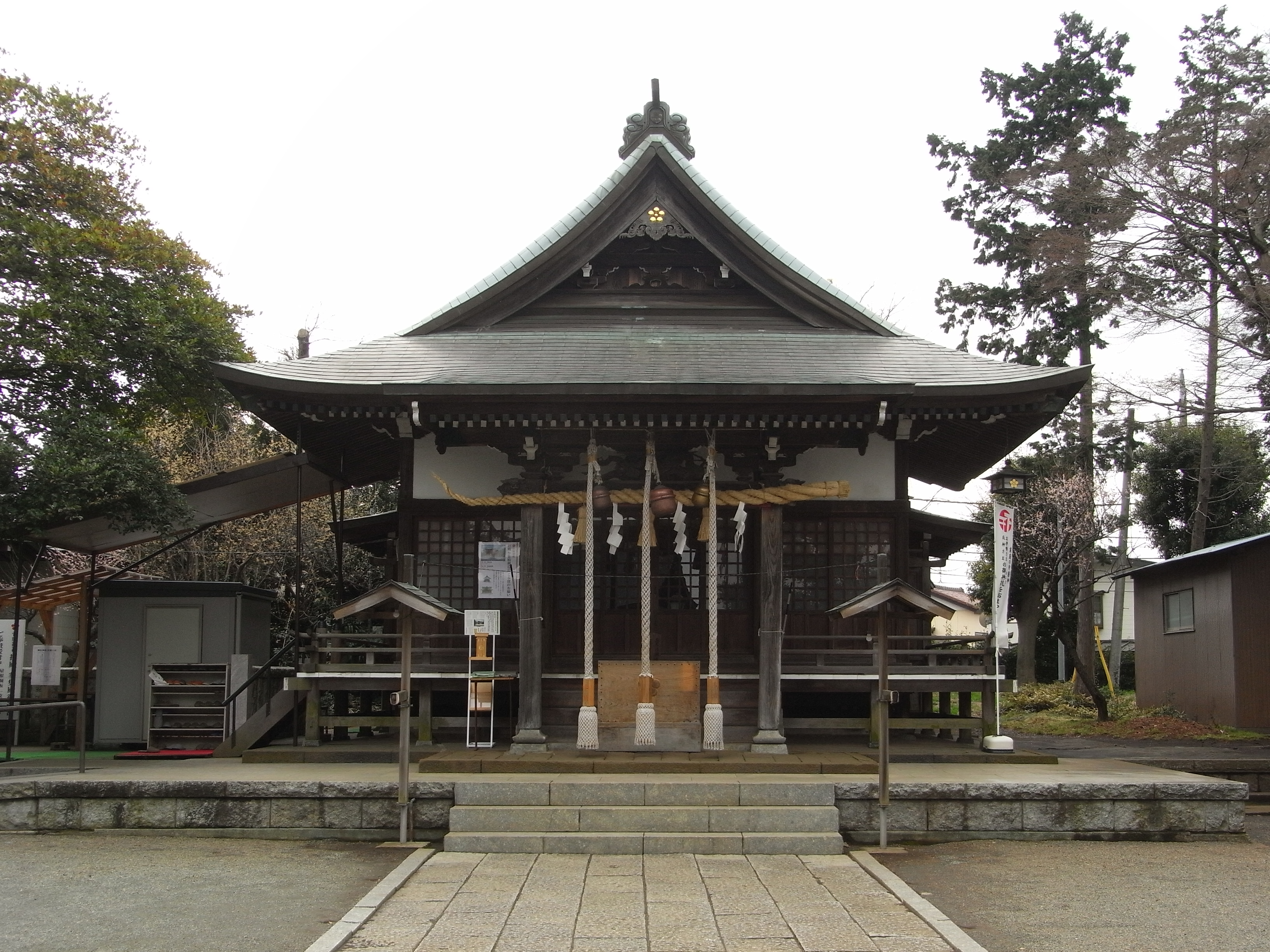
旧社殿

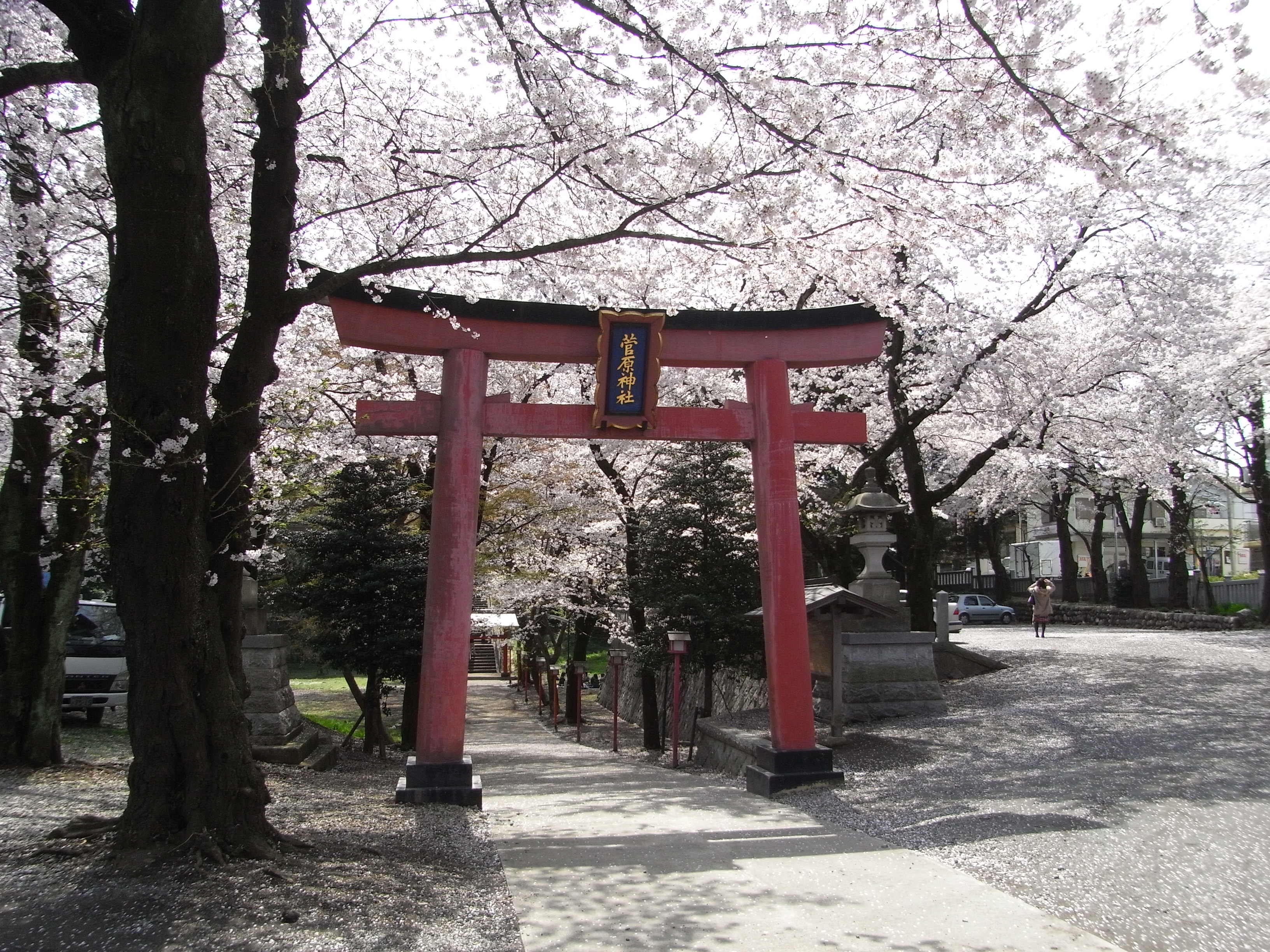
本殿へ続く階段の前には鳥居があり、4月は桜が名物

- 室町時代 - この地に天神像が奉安される。
- 1630年（寛永7年） - 大沢玄藩により新たに天神像が奉安され、菅原神社が建立される。
- 2012年（平成24年） - 江戸天明期以来237年ぶりに、新拝殿が竣工される。
- 2017年（平成29年）4月1日 - 境内に参集殿が竣工し、一般利用開始[1]。

## 祭事
- 1月1日 - 正月詣
- 1月14日 - どんど焼き（お焚き上げ）
- 2月3日 - 節分祭
- 5月 - 愛宕祭
- 6月30日 - 夏越の大祓
- 7月7日 - 七夕祭
- 8月25日 - 菅原神社例大祭
- 11月 - 七五三詣
- 12月31日 - 年越の大祓

## 井出の沢古戦場
菅原神社は、東京都指定の旧跡井出の沢古戦場にある。1335年、鎌倉街道の所要地であった町田村（現在の町田市本町田周辺）で、鎌倉を目指す北条時行軍と、それを食い止めようとする足利直義軍との間で激しく合戦が繰り広げられたと伝えられている。なお名称は、当時この地では澄んだ水が湧き出ており、その湧水地から現在の恩田川に続く沢が井出の沢と呼ばれていたことによる。

## 交通

### 路線バス
横浜線・小田急小田原線町田駅から
- 町田ターミナル3番・町田バスセンター11番乗り場から出るバス（藤の台団地方面）に乗車、菅原神社前下車。
- 町田駅21･22番（POPビル先）乗り場から出るバスに乗車、菅原神社前下車。

小田急小田原線鶴川駅から
- 鶴川駅1番乗り場から、[町50][町54]金井経由町田バスセンター行に乗車、菅原神社前下車。

なお、町田駅からは鶴川街道を徒歩30分ほどの距離である。

### 道路
菅原神社交差点は、町田方面～府中方面を結ぶ鎌倉街道と、町田方面～調布方面・渋谷方面を結ぶ鶴川街道・世田谷通りの合流地点であり渋滞の要所であったが、交差点改良や道路拡幅により渋滞は解消しつつある。
鎌倉街道
- 都道18号 府中町田線 - 菅原神社より北、薬師池・永山駅・聖蹟桜ヶ丘・府中方面。
- 都道52号 相模原町田線 - 菅原神社より西、森野・鵜野森・北里大学病院・昭和橋方面。

鶴川街道
- 都道3号 世田谷町田線 - 菅原神社より東、鶴川駅・登戸・三軒茶屋・渋谷駅、調布駅方面。菅原神社より南、町田駅方面（狭隘区間）

## 周辺
- 町田中央公園（サン町田旭体育館・町田市民球場）
- 本町田住宅
- 東京都立町田高等学校

また、藤の台団地・町田山崎団地・町田木曽住宅などの大型集合住宅や、薬師池公園なども徒歩30分程度の距離に存在するため、軽いウォーキングの経由地としても利用されている。